# Tassenières
Tassenières – miejscowość i gmina we Francji, w regionie Burgundia-Franche-Comté, w departamencie Jura.
Według danych na rok 1990 gminę zamieszkiwały 332 osoby, a gęstość zaludnienia wynosiła 50 osób/km² (wśród 1786 gmin Franche-Comté Tassenières plasuje się na 430. miejscu pod względem liczby ludności, natomiast pod względem powierzchni na miejscu 669.).